# انسجام‌گرایی
در معرفت‌شناسی فلسفی، دو نوع انسجام‌گرایی وجود دارد: نظریه انسجام حقیقت، و نظریه توجیه انسجامی (که به‌عنوان انسجام‌گرایی معرفتی نیز شناخته می‌شود).
حقیقت منسجم بین رویکرد انسان‌شناختی، که فقط در مورد شبکه‌های محلی صدق می‌کند («درون یک نمونه معین از یک جمعیت، با توجه به درک ما از جمعیت») و رویکردی که بر اساس کلی‌ها، مانند مجموعه‌های مقوله‌ای، قضاوت می‌شود، تقسیم می‌شود. رویکرد انسان‌شناختی به نظریه تطبیقی حقیقت تعلق دارد، در حالی که نظریه‌های کلی، گرایشی کوچک در فلسفه تحلیلی هستند.
نظریه انسجام‌گرا در باب توجیه، که می‌توان آن را به هر دو نظریه صدق منسجم مرتبط دانست، توجیه معرفتی را تنها در صورتی به عنوان ویژگی یک باور توصیف می‌کند که آن باور عضوی از یک مجموعه منسجم باشد. آنچه انسجام‌گرایی را از سایر نظریه‌های توجیه متمایز می‌کند این است که مجموعه، حامل اصلی توجیه است. 
به‌عنوان یک نظریه معرفت‌شناختی، انسجام‌گرایی، از طریق تأکید بر تعاریف، با مبناگرایی جزمی و همچنین بی‌نهایت‌گرایی مخالفت می‌کند. همچنین تلاش می‌کند تا راه حلی برایتسلسل که نظریه تطابق را دچار مشکل می‌کند، ارائه دهد. برند بلانشارد استدلال می‌کند که در جایی که به نظر می‌رسد ما حقیقت را از طریق بدیهی‌بودن یک گزاره تعیین می‌کنیم، در واقع از انسجام به عنوان معیاری برای تصدیق گزاره استفاده می‌کنیم. برای اطمینان از درستی گزاره‌ای مانند «۲ + ۲ = ۴»، می‌توان به «انسجام گزاره [خود] با انبوهی از سایر گزاره‌ها» متوسل شد که درستی آن‌ها باید با گزاره ثابت یا رد شود.
انسجام‌گرایی دیدگاهی است که یا در مورد ساختار و نظام دانش و حقیقت است، یا در مورد باور موجه. تزِ انسجام‌گرا معمولاً بر اساس انکارِ نقیضِ آن، مانند مبناگراییِ جزمی که فاقد چارچوبِ اثباتی-نظری است، یا نظریه‌ی تطابق که فاقدِ جهان‌شمولی است، صورت‌بندی می‌شود. خلاف واقع‌گرایی، از طریق واژگانی که توسط دیوید کی. لوئیس و نظریه جهان‌های چندگانه او توسعه داده شده است، اگرچه در بین فیلسوفان محبوب است، اما باعث ایجاد بی‌اعتقادی گسترده به کلیات در بین دانشگاهیان شده است. مشکلات زیادی بین انسجام فرضی و تحقق مؤثر آن وجود دارد. انسجام‌گرایی، حداقل، ادعا می‌کند که همه دانش‌ها و باورهای موجه در نهایت بر پایه دانش یا باور موجه غیراستنتاجی بنا نشده‌اند. برای دفاع از این دیدگاه، آن‌ها ممکن است استدلال کنند که حروف ربط (و) خاص‌تر و بنابراین به نوعی قابل دفاع‌تر از حروف فصل (یا) هستند.
پس از پاسخ به مبناگرایی، انسجام‌گرایان معمولاً دیدگاه خود را به نحوی ایجابی توصیف می‌کنند و استعاره مبناگرایی از یک ساختمان به‌عنوان مدلی برای ساختار دانش را با استعاره‌های متفاوتی جایگزین می‌کنند، مانند استعاره‌ای که دانش ما را بر اساس یک کشتی در دریا مدل‌سازی می‌کند که قابلیت دریانوردی آن باید با تعمیر هر بخش مورد نیاز آن تضمین شود. این استعاره هدف توضیح مسئله‌ی عدم انسجام را که ابتدا در ریاضیات مطرح شد، برآورده می‌کند. انسجام‌گرایان معمولاً معتقدند که توجیه صرفاً تابعی از نوعی رابطه میان باورهاست، که هیچ‌کدام از آن‌ها، آن‌طور که مبناگرایان جزمی معتقدند، باورهای ممتازی نیستند. به این ترتیب حقایق جهانی در دسترس‌تر هستند. انواع مختلف انسجام‌گرایی با رابطه‌ی خاص بین یک سیستم دانش و باور موجه مشخص می‌شوند، که می‌توان آن را بر اساس منطق محمولات یا در حالت ایده‌آل، نظریه‌ی اثبات تفسیر کرد.